# Terschellingioides filiformis
Terschellingioides filiformis är en rundmaskart som beskrevs av Timm 1967. Terschellingioides filiformis ingår i släktet Terschellingioides och familjen Linhomoeidae. Inga underarter finns listade i Catalogue of Life.